# 2430 A.D.
«2430 A.D.» (англ. 2430 A.D.) — науково-фантастичне оповідання американського письменника Айзека Азімова, вперше опубліковане у жовтні 1970 в журналі Think. Увійшло до збірки «Купуємо Юпітер та інші історії» (1975).
Воно є першим з двох оповідань (разом з «Найбільша цінність»), написаних за завданням журналу Think по цитаті Д. Б. Прістлі:
|  | Від півночі до світанку, коли не приходить сон і старі рани починають боліти, до мене часто приходить кошмар бачення майбутнього світу, в якому існують мільярди людей, все пронумеровані і зареєстровані, без проблиску оригінальних думок чи цікавих особистостей, на всій земній кулі. |

Азімов вибрав дату 2430, оскільки по його розрахунках, на цю дату маса людей перевищить, біомасу всіх інших створінь на Землі.

## Сюжет
На Землі склалось повністю збалансоване і екологічно стійке підземне суспільство (подібне до зображеного в романі Азімова «Сталеві печери»). Але одна людина, Кранвіц, чинить проти волі суспільства, він тримає декілька домашніх тварин, які є останніми тваринами на Землі, і відмовляється позбутися їх.
Врешті-решт, переслідуваний представниками влади, від знищує своїх домашніх тварин і скоює самогубство. Ця дія завершує перехід Землі до «досконалого» стану зі 15 трильйонів людей, 20 мільярдів тонн людського мозку і «чудової нікчемністю однорідності».